# Evelin Kaufer
Evelin Kaufer-Schmuck, nemška atletinja, * 22. februar 1953, Sohland an der Spree, Vzhodna Nemčija.
Nastopila je na poletnih olimpijskih igrah leta 1972 ter osvojila naslov olimpijske podprvakinje v štafeti 4x100 m. 